# Lyngholmen (Alver)
Ne doit pas être confondu avec Lyngholmen.
Lyngholmen est une île norvégienne dans le comté de Hordaland. Elle fait partie du territoire de l'ancienne commune de Meland, aujourd'hui rattachée à Alver.

## Géographie
Rocheuse et pratiquement désertique, elle s'étend sur environ 77 m de longueur pour une largeur approximative de 68 m.  